# Фінал кубка Італії з футболу 1970
Фінал Кубка Італії з футболу 1970 — фінальний груповий турнір розіграшу Кубка Італії сезону 1969—1970, в якому зустрічались «Болонья», «Торіно», «Кальярі» та «Варезе». Матчі відбулись з 7 травня до 10 червня 1970 року.

## Шлях до фіналу
Детальніше у статті Кубок Італії з футболу 1969—1970

## Матчі

### Варезе - Болонья
| 7 травня 1970 |

| «Варезе» | 0:1 | «Болонья»   |
| -------- | --- | ----------- |
|          |     | Грегорі 63' |

|  |

### Кальярі - Торіно
| 7 травня 1970 |

| «Кальярі» | 1:0 | «Торіно» |
| --------- | --- | -------- |
| Нене 70'  |     |          |

|  |

### Болонья - Кальярі
| 13 травня 1970 |

| «Болонья» | 0:0 | «Кальярі» |
| --------- | --- | --------- |
|           |     |           |

|  |

### Торіно - Варезе
| 13 травня 1970 |

| «Торіно»   | 1:0 | «Варезе» |
| ---------- | --- | -------- |
| Квадрі 26' |     |          |

|  |

### Варезе - Кальярі
| 20 травня 1970 |

| «Варезе»   | 1:1 | «Кальярі»    |
| ---------- | --- | ------------ |
| Андена 37' |     | Брюньєра 43' |

|  |

### Торіно - Болонья
| 20 травня 1970 |

| «Торіно»     | 1:0 | «Болонья» |
| ------------ | --- | --------- |
| Мондоніко 5' |     |           |

|  |

### Болонья - Варезе
| 27 травня 1970 |

| «Болонья»                                           | 4:1 | «Варезе» |
| --------------------------------------------------- | --- | -------- |
| Савольді 4' Грегорі 41' Бульгареллі 75' (пен.), 76' |     | Нуті 86' |

|  |

### Торіно - Кальярі
| 27 травня 1970 |

| «Торіно»                                     | 4:3 | «Кальярі»                         |
| -------------------------------------------- | --- | --------------------------------- |
| Ферріні 2' Мондоніко 11' Сала 47' Пулічі 69' |     | Бруньєра 18' Нене 63' (пен.), 79' |

|  |

### Кальярі - Болонья
| 2 червня 1970 |

| «Кальярі» | 0:4 | «Болонья»                                       |
| --------- | --- | ----------------------------------------------- |
|           |     | Савольді 24' Нене 60' (аг) Бульгареллі 70', 85' |

|  |

### Варезе - Торіно
| 3 червня 1970 |

| «Варезе» | 0:3 | «Торіно»                                  |
| -------- | --- | ----------------------------------------- |
|          |     | Ферріні 45' Москіно 82' (пен.) Павоне 86' |

|  |

### Кальярі - Варезе
| 10 червня 1970 |

| «Кальярі» | 0:0 | «Варезе» |
| --------- | --- | -------- |
|           |     |          |

|  |

### Болонья - Торіно
| 10 червня 1970 |

| «Болонья»         | 2:0 | «Торіно» |
| ----------------- | --- | -------- |
| Савольді 30', 40' |     |          |

|  |

## Турнірна таблиця
| М  | Команда | І | В | Н | П | МЗ | МП | РМ | О |
| -- | ------- | - | - | - | - | -- | -- | -- | - |
| 1. | Болонья | 6 | 4 | 1 | 1 | 11 | 2  | +9 | 9 |
| 2. | Торіно  | 6 | 4 | 0 | 2 | 9  | 7  | +2 | 8 |
| 3. | Кальярі | 6 | 1 | 3 | 2 | 5  | 9  | −4 | 5 |
| 4. | Варезе  | 6 | 0 | 2 | 4 | 3  | 10 | −7 | 2 |

## Склад володарів кубка,ФК «Болонья»
Воротарі:
Джузеппе Вавассорі
Діно Ді Карло
Амос Адані
Захисники:
Таціо Роверзі
Роберто Пріні
Маріо Ардіццон
Франческо Янич
Франко Крескі
Франко Баттізодо
Федеріко Рігі
Вінічіо Чаччі
Півзахисники:
Франческо Ріццо
Джакомо Бульгареллі (к)
Іван Грегорі
П'єрлуїджі Ламбруджо
Маріно Перані
Фаустіно Турра
Нападники:
Джузеппе Савольді
Бруно Паче
Аугусто Скала
Лучіо Муєсан
Тренер:
Едмондо Фаббрі